# Chiesa della Panaghia Chryseleousa (Empa)
La Panaghia Chryseleousa è una chiesa appartenente alla Chiesa ortodossa di Cipro sita nel villaggio di Empa, nel distretto di Pafo, a Cipro.

## Descrizione

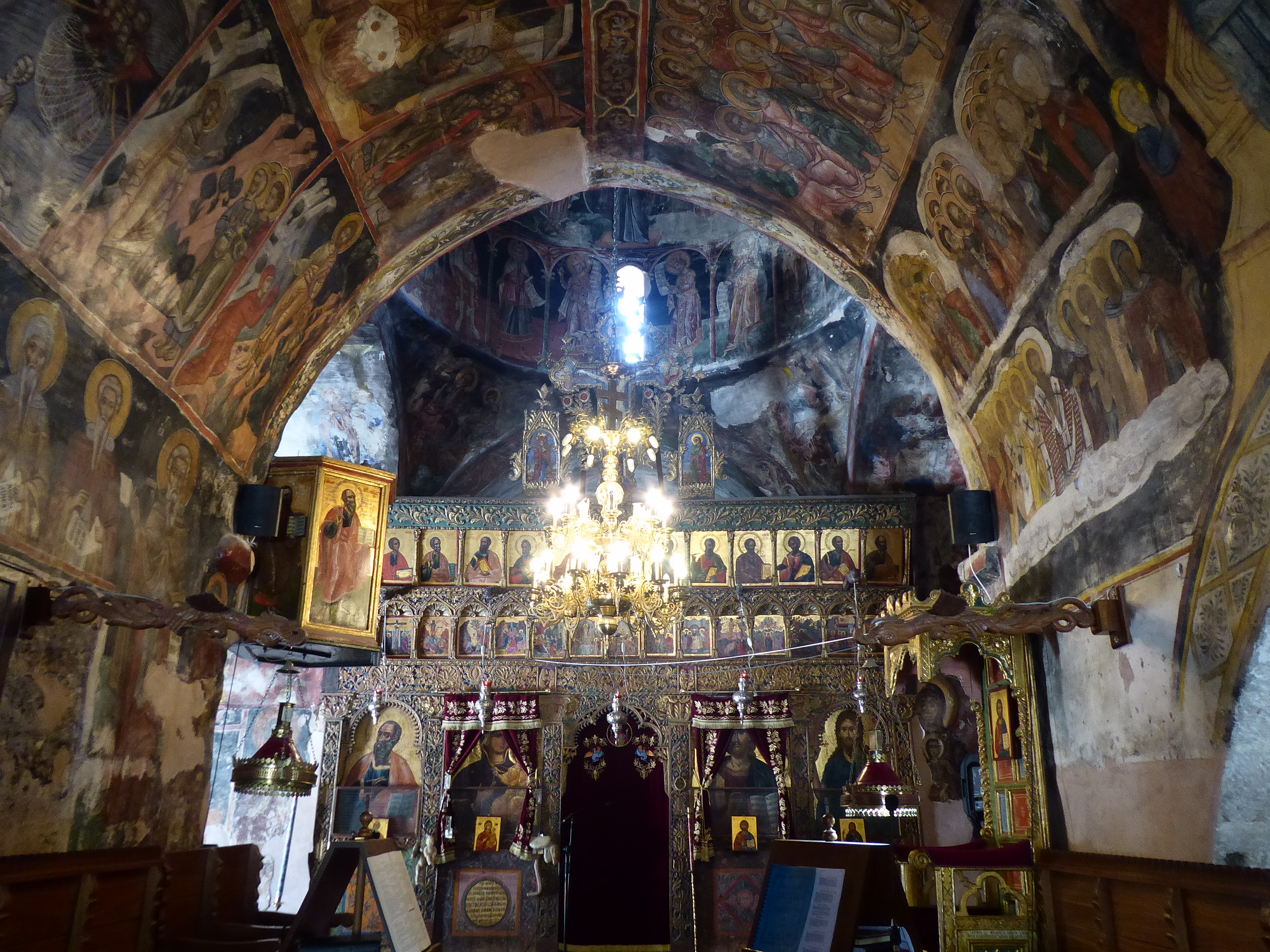
Interno della chiesa

La Panaghia Chryseleousa fu costruita nel XII secolo, inizialmente con una pianta a croce con volte a botte e una cupola centrale. In una data successiva, gli spazi tra i bracci della croce furono estesi e la chiesa fu così ampliata diventando una chiesa con cupola a croce. Nel 1744, furono aggiunti la seconda cupola a ovest e un nartece. In questo periodo la chiesa serviva anche come chiesa di un monastero.
Tra gli affreschi conservati all'interno spicca la raffigurazione di Cristo Pantocratore della fine del XV secolo nella vecchia cupola centrale. L'iconostasi risale al XVI secolo. Direttamente accanto alla Panaghia Chryseleousa oggi c'è la monumentale chiesa parrocchiale moderna di Empa, dedicata a Sant'Andrea Apostolo.